# Caodeyao
Caodeyao (за назвою села Caodeyao) — рід тероцефалів, що жив в кінці пермського періоду Китаю. Він був знайдений у формації Наобаогоу. Він містить один вид, Caodeyao liuyufengi, названий у 2020 році Джун Лю та Фернандо Абдалою.